# Llanrhidian Lower
Llanrhidian Lower (en anglais) ou Llanrhidian Isaf (en gallois) est une communauté de la cité et comté de Swansea, au pays de Galles.

## Géographie
Llanrhidian Lower est située à une vingtaine de kilomètres à l'ouest du centre-ville de Swansea, dans le nord de la péninsule de Gower. Elle comprend les villages et hameaux de Llanrhidian, Cilibion, Oldwalls, Leason, Llethryd et The Common.

## Démographie
Au recensement de 2011, la communauté de Llanrhidian Lower comptait 512 habitants.